# Nik P./Diskografie
Diese Diskografie ist eine Übersicht über die musikalischen Werke des österreichischen Schlagersängers Nik P.. Den Schallplattenauszeichnungen zufolge hat er bisher mehr als 1,7 Millionen Tonträger verkauft. Seine erfolgreichste Veröffentlichung ist die Single Ein Stern (… der deinen Namen trägt) mit über 1,42 Millionen verkauften Einheiten, wovon alleine in Deutschland über 1,3 Millionen Exemplare verkauft wurden und somit der meistverkaufte deutschsprachige Schlager in Deutschland, sowie allgemein eine der meistverkauften Singles in Deutschland ist.

## Alben

### Studioalben
| Jahr | Titel                         | Höchstplatzierung, Gesamtwochen, AuszeichnungChartplatzierungen (Jahr, Titel, Platzierungen, Wochen, Auszeichnungen, Anmerkungen) | Höchstplatzierung, Gesamtwochen, AuszeichnungChartplatzierungen (Jahr, Titel, Platzierungen, Wochen, Auszeichnungen, Anmerkungen) | Höchstplatzierung, Gesamtwochen, AuszeichnungChartplatzierungen (Jahr, Titel, Platzierungen, Wochen, Auszeichnungen, Anmerkungen) | Anmerkungen                                                |
| Jahr | Titel                         | DE | AT | CH | Anmerkungen                                                |
| ---- | ----------------------------- | --- | --- | --- | ---------------------------------------------------------- |
| 1997 | Gebrochenes Herz              | — | — | — | Erstveröffentlichung: 8. April 1997                        |
| 1998 | Mit dir                       | — | — | — | Erstveröffentlichung: 24. April 1998                       |
| 1999 | Du bist die Sonne             | — | AT27 (8 Wo.)AT | — | Erstveröffentlichung: 22. Juni 1999 mit Reflex             |
| 2000 | Du und ich                    | — | AT47 (2 Wo.)AT | — | Erstveröffentlichung: 16. Juni 2000 mit Reflex             |
| 2001 | Wie der Wind                  | — | AT30 (6 Wo.)AT | — | Erstveröffentlichung: 14. September 2001 mit Reflex        |
| 2003 | Superstar                     | — | AT17 (6 Wo.)AT | — | Erstveröffentlichung: 1. September 2003                    |
| 2005 | Briefe an den Mond            | — | AT8 (9 Wo.)AT | — | Erstveröffentlichung: 28. März 2005                        |
| 2006 | Lebenslust & Leidenschaft     | DE89 (1 Wo.)DE | AT4 Platin · (40 Wo.)AT | — | Erstveröffentlichung: 8. September 2006 Verkäufe: + 20.000 |
| 2008 | Freudentränen                 | — | AT4 Gold · (15 Wo.)AT | CH86 (2 Wo.)CH | Erstveröffentlichung: 16. Mai 2008 Verkäufe: + 10.000      |
| 2009 | Weißt du noch …               | DE81 (2 Wo.)DE | AT3 Platin · (25 Wo.)AT | CH75 (3 Wo.)CH | Erstveröffentlichung: 3. Juli 2009 Verkäufe: + 20.000      |
| 2011 | Der Junge mit der Luftgitarre | DE25 (4 Wo.)DE | AT1 Gold · (26 Wo.)AT | CH29 (11 Wo.)CH | Erstveröffentlichung: 6. Mai 2011 Verkäufe: + 10.000       |
| 2012 | Bis ans Meer                  | DE41 (2 Wo.)DE | AT1 Gold · (17 Wo.)AT | CH77 (1 Wo.)CH | Erstveröffentlichung: 16. November 2012 Verkäufe: + 10.000 |
| 2014 | Löwenherz                     | DE33 (4 Wo.)DE | AT3 Platin · (44 Wo.)AT | CH26 (7 Wo.)CH | Erstveröffentlichung: 6. Juni 2014 Verkäufe: + 15.000      |
| 2017 | Ohne wenn und aber            | DE19 (2 Wo.)DE | AT1 Gold · (20 Wo.)AT | CH15 (5 Wo.)CH | Erstveröffentlichung: 15. September 2017 Verkäufe: + 7.500 |
| 2021 | Seelenrausch                  | DE10 (9 Wo.)DE | AT1 (13 Wo.)AT | CH4 (7 Wo.)CH | Erstveröffentlichung: 2. Juli 2021                         |
| 2024 | Was wirklich zählt            | DE25 (1 Wo.)DE | AT4 (7 Wo.)AT | CH7 (1 Wo.)CH | Erstveröffentlichung: 3. Mai 2024                          |

### Livealben
| Jahr | Titel            | Höchstplatzierung, Gesamtwochen, AuszeichnungChartplatzierungen (Jahr, Titel, Platzierungen, Wochen, Auszeichnungen, Anmerkungen) | Höchstplatzierung, Gesamtwochen, AuszeichnungChartplatzierungen (Jahr, Titel, Platzierungen, Wochen, Auszeichnungen, Anmerkungen) | Höchstplatzierung, Gesamtwochen, AuszeichnungChartplatzierungen (Jahr, Titel, Platzierungen, Wochen, Auszeichnungen, Anmerkungen) | Anmerkungen                                          |
| Jahr | Titel            | DE | AT | CH | Anmerkungen                                          |
| ---- | ---------------- | --- | --- | --- | ---------------------------------------------------- |
| 2015 | Löwenherz – Live | DE*DE | — | — | Erstveröffentlichung: 6. März 2015 * siehe Löwenherz |
| 2022 | Symphonic        | DE56 (1 Wo.)DE | AT4 (2 Wo.)AT | CH23 (1 Wo.)CH | Erstveröffentlichung: 6. Mai 2022                    |

### Kompilationen
| Jahr | Titel           | Höchstplatzierung, Gesamtwochen, AuszeichnungChartplatzierungen (Jahr, Titel, Platzierungen, Wochen, Auszeichnungen, Anmerkungen) | Höchstplatzierung, Gesamtwochen, AuszeichnungChartplatzierungen (Jahr, Titel, Platzierungen, Wochen, Auszeichnungen, Anmerkungen) | Höchstplatzierung, Gesamtwochen, AuszeichnungChartplatzierungen (Jahr, Titel, Platzierungen, Wochen, Auszeichnungen, Anmerkungen) | Anmerkungen                                            |
| Jahr | Titel           | DE | AT | CH | Anmerkungen                                            |
| ---- | --------------- | --- | --- | --- | ------------------------------------------------------ |
| 2003 | Best of         | — | AT55 (5 Wo.)AT | — | Erstveröffentlichung: 6. Juni 2003 mit Reflex          |
| 2007 | Hit auf Hit     | — | AT11 Gold · (30 Wo.)AT | — | Erstveröffentlichung: 30. März 2007 Verkäufe: + 10.000 |
| 2007 | Best of Folge 2 | — | AT13 (35 Wo.)AT | — | Erstveröffentlichung: 20. November 2007                |
| 2008 | Gold            | — | AT47 (8 Wo.)AT | — | Erstveröffentlichung: 2. Mai 2008                      |
| 2014 | Best of         | — | AT23 (41 Wo.)AT | — | Erstveröffentlichung: 3. Oktober 2014                  |
| 2016 | Da oben #16     | DE11 (6 Wo.)DE | AT1 Platin · (43 Wo.)AT | CH2 (12 Wo.)CH | Erstveröffentlichung: 8. Juli 2016 Verkäufe: + 15.000  |

Weitere Kompilationen
- 2001: Made in Austria (mit Reflex)
- 2005: Deine Spuren in mir
- 2007: Das gönn ich mir
- 2008: Star Edition
- 2009: Die Hit-Collection
- 2010: Herzerfüllt
- 2013: Leb deinen Traum – Hits, die seinen Namen tragen

### Remixalben
| Jahr | Titel                               | Höchstplatzierung, Gesamtwochen, AuszeichnungChartplatzierungen (Jahr, Titel, Platzierungen, Wochen, Auszeichnungen, Anmerkungen) | Höchstplatzierung, Gesamtwochen, AuszeichnungChartplatzierungen (Jahr, Titel, Platzierungen, Wochen, Auszeichnungen, Anmerkungen) | Höchstplatzierung, Gesamtwochen, AuszeichnungChartplatzierungen (Jahr, Titel, Platzierungen, Wochen, Auszeichnungen, Anmerkungen) | Anmerkungen                         |
| Jahr | Titel                               | DE | AT | CH | Anmerkungen                         |
| ---- | ----------------------------------- | --- | --- | --- | ----------------------------------- |
| 2012 | Come on Let’s Dance – Best of Remix | DE64 (2 Wo.)DE | AT1 (12 Wo.)AT | CH57 (4 Wo.)CH | Erstveröffentlichung: 20. Juli 2012 |

### Weihnachtsalben
| Jahr | Titel                              | Höchstplatzierung, Gesamtwochen, AuszeichnungChartplatzierungen (Jahr, Titel, Platzierungen, Wochen, Auszeichnungen, Anmerkungen) | Höchstplatzierung, Gesamtwochen, AuszeichnungChartplatzierungen (Jahr, Titel, Platzierungen, Wochen, Auszeichnungen, Anmerkungen) | Höchstplatzierung, Gesamtwochen, AuszeichnungChartplatzierungen (Jahr, Titel, Platzierungen, Wochen, Auszeichnungen, Anmerkungen) | Anmerkungen                            |
| Jahr | Titel                              | DE | AT | CH | Anmerkungen                            |
| ---- | ---------------------------------- | --- | --- | --- | -------------------------------------- |
| 2008 | Ein Stern – Weihnachten mit Nik P. | — | AT32 (7 Wo.)AT | — | Erstveröffentlichung: 7. November 2008 |

Weitere Weihnachtsalben
- 2005: Spuren im Schnee

## Singles
| Jahr | Titel Album                                                  | Höchstplatzierung, Gesamtwochen, AuszeichnungChartplatzierungen (Jahr, Titel, Album, Platzierungen, Wochen, Auszeichnungen, Anmerkungen) | Höchstplatzierung, Gesamtwochen, AuszeichnungChartplatzierungen (Jahr, Titel, Album, Platzierungen, Wochen, Auszeichnungen, Anmerkungen) | Höchstplatzierung, Gesamtwochen, AuszeichnungChartplatzierungen (Jahr, Titel, Album, Platzierungen, Wochen, Auszeichnungen, Anmerkungen) | Anmerkungen                                                              |
| Jahr | Titel Album                                                  | DE | AT | CH | Anmerkungen                                                              |
| ---- | ------------------------------------------------------------ | --- | --- | --- | ------------------------------------------------------------------------ |
| 2004 | Lovin’ You Briefe an den Mond                                | — | AT36 (7 Wo.)AT | — | Erstveröffentlichung: 24. November 2004 feat. Natascha Wright            |
| 2006 | Ein Stern (… der deinen Namen trägt) Mit dir                 | DE89 (2 Wo.)DE | AT29 (12 Wo.)AT | — | Erstveröffentlichung: 2006                                               |
| 2007 | Ein Stern (… der deinen Namen trägt) Best of Folge 2         | DE1 ×9Neunfachgold · (108 Wo.)DE | AT1 ×2Doppelplatin · (72 Wo.)AT | CH2 Gold · (118 Wo.)CH | Erstveröffentlichung: 2. Februar 2007 Verkäufe: + 1.425.000; mit DJ Ötzi |
| 2007 | Sommerwein, wie die Liebe süß und wild Hit auf Hit           | DE59 (9 Wo.)DE | AT45 (7 Wo.)AT | — | Erstveröffentlichung: 6. April 2007 mit Claudia Jung                     |
| 2009 | Der Mann im Mond Weißt du noch …                             | — | AT52 (2 Wo.)AT | — | Erstveröffentlichung: 19. September 2009                                 |
| 2011 | Wo die Liebe deinen Namen ruft Der Junge mit der Luftgitarre | — | AT30 (6 Wo.)AT | — | Erstveröffentlichung: 27. Mai 2011                                       |
| 2014 | Geboren um dich zu lieben Löwenherz                          | — | AT4 (8 Wo.)AT | — | Erstveröffentlichung: 30. Mai 2014                                       |
| 2016 | Geboren um dich zu lieben –                                  | DE11 Gold · (9 Wo.)DE | AT6 (10 Wo.)AT | CH29 (4 Wo.)CH | Erstveröffentlichung: 8. Januar 2016 Verkäufe: + 200.000; mit DJ Ötzi    |

Weitere Singles
- 1997: Gloria (mit Reflex)
- 1998: Flieg weisser Adler
- 1999: Weil wir tief im Herzen Kinder sind (mit Reflex)
- 2001: Ireen (mit Reflex)
- 2001: Die erste Nacht mit dir (mit Reflex)
- 2002: Holiday (mit Reflex)
- 2003: Größer als alles
- 2006: Summerwine & Coconut
- 2008: Gloria II
- 2008: Leb deinen Traum
- 2009: Hundertmal …
- 2013: Berlin
- 2013: Hitmedley
- 2016: Da oben
- 2016: Lass uns unendlich sein
- 2017: Dieser Ring
- 2018: Im Fieber der Nacht
- 2022: Manche sterben jung (Live)

## Videoalben und Musikvideos

### Videoalben
| Jahr | Titel                                                 | Höchstplatzierung, Gesamtwochen, AuszeichnungChartplatzierungen (Jahr, Titel, Platzierungen, Wochen, Auszeichnungen, Anmerkungen) | Höchstplatzierung, Gesamtwochen, AuszeichnungChartplatzierungen (Jahr, Titel, Platzierungen, Wochen, Auszeichnungen, Anmerkungen) | Höchstplatzierung, Gesamtwochen, AuszeichnungChartplatzierungen (Jahr, Titel, Platzierungen, Wochen, Auszeichnungen, Anmerkungen) | Anmerkungen                                          |
| Jahr | Titel                                                 | DE | AT | CH | Anmerkungen                                          |
| ---- | ----------------------------------------------------- | --- | --- | --- | ---------------------------------------------------- |
| 2010 | Nik P. & Band live – Ein Stern der deinen Namen trägt | — | AT3 (9 Wo.)AT | — | Erstveröffentlichung: 2. April 2010                  |
| 2015 | Löwenherz – Live                                      | DE*DE | — | — | Erstveröffentlichung: 6. März 2015 * siehe Löwenherz |

### Musikvideos
| Jahr | Titel                                | Regisseur      |
| ---- | ------------------------------------ | -------------- |
| 2007 | Ein Stern (… der deinen Namen trägt) |                |
| 2008 | Leb deinen Traum                     | Erik Lattwein  |
| 2011 | Wo die Liebe deinen Namen ruft       |                |
| 2013 | Berlin                               | Erik Lattwein  |
| 2013 | Hitmedley                            |                |
| 2014 | Geboren um dich zu lieben            | Philipp Lenner |

## Statistik

### Chartauswertung
|                     | DE    | AT     | CH     |
| ------------------- | ----- | ------ | ------ |
| Nummer-eins-Alben   | DE—DE | AT6AT  | CH—CH  |
| Top-10-Alben        | DE1DE | AT12AT | CH3CH  |
| Alben in den Charts | DE8DE | AT22AT | CH11CH |

|                       | DE    | AT    | CH    |
| --------------------- | ----- | ----- | ----- |
| Nummer-eins-Singles   | DE1DE | AT1AT | CH—CH |
| Top-10-Singles        | DE1DE | AT3AT | CH1CH |
| Singles in den Charts | DE4DE | AT8AT | CH2CH |

### Auszeichnungen für Musikverkäufe
Anmerkung: Auszeichnungen in Ländern aus den Charttabellen bzw. Chartboxen sind in ebendiesen zu finden.
| Land/RegionAuszeichnungen für Musikverkäufe (Land/Region, Auszeichnungen, Verkäufe, Quellen) | Gold     | Platin       | Verkäufe  | Quellen           |
| -------------------------------------------------------------------------------------------- | -------- | ------------ | --------- | ----------------- |
| Deutschland (BVMI)                                                                           | 2× Gold2 | 4× Platin4   | 1.550.000 | musikindustrie.de |
| Österreich (IFPI)                                                                            | 5× Gold5 | 6× Platin6   | 177.500   | ifpi.at           |
| Schweiz (IFPI)                                                                               | Gold1    | —            | 15.000    | hitparade.ch      |
| Insgesamt                                                                                    | 8× Gold8 | 10× Platin10 |           |                   |